# Jani Lajunen
Jani Lajunen, född 16 juni 1990 i Esbo i Nyland i Finland, är en finländsk professionell ishockeyspelare. Lajunen har tidigare spelat för bland annat Milwaukee Admirals och Växjö Lakers. Från och med säsongen 2021/2022 spelar Lajunen för Örebro HK.

## Biografi
Jani Lajunen är yngre bror till Ville Lajunen som tidigare spelat i Färjestad BK. Han har representerat det finska ishockeylandslaget vid ett flertal tillfällen, bland annat i VM 2011 där man lyckades ta guld. I NHL-draften 2008 blev han draftad i sjunde rundan, som nummer 201 totalt, av Nashville Predators.

## Klubbar
- Kiekko-Vantaa 2005–2006
- Esbo Blues 2006–2011
- Milwaukee Admirals 2011–2013
- Peoria Rivermen 2013
- Växjö Lakers 2013–2015
- Tappara 2015–2017
- HC Lugano 2017–2021
- Örebro HK 2021–